# Paprotnia (Beskid Mały)
Paprotnia (660 m) – szczyt w Paśmie Łysiny w Beskidzie Małym. Nie znajduje się w głównym grzbiecie tego pasma, lecz na południowych jego stokach, po wschodniej stronie Łysiny. Jest całkowicie porośnięty lasem. Nie prowadzi przez niego szlak turystyczny, szczyt ten dobrze widoczny jest jednak ze szlaku wiodącego dużą polaną Koniec po wschodniej stronie Łysiny.
Na szczycie Paprotniej graniczą z sobą 3 miejscowości: Ślemień, Łysina i Kocierz Rychwałdzki w województwie śląskim, w powiecie żywieckim.